# Międzynarodowe Towarzystwo Badania Bólu
Międzynarodowe Towarzystwo Badania Bólu (International Association for the Study of Pain, IASP) – międzynarodowe towarzystwo zajmujące się problematyką bólu w aspektach naukowym, praktycznym i edukacyjnym. Powstało w 1973 roku. Obecnie przewodniczącym jest prof. Catherine Bushnell.